# پینا (بازیکن فوتبال)
رنیوالدو پریرا د خسوس (به پرتغالی: Renivaldo Pereira de Jesus) معروف به پینا (Pena) بازیکن فوتبال در پست مهاجم اهل برزیل است که در شهر Vitória da Conquista و در تاریخ ۱۹ فوریهٔ ۱۹۷۴ به دنیا آمده‌است.

## باشگاهی
پینا در تیم‌های فوتبال گراس‌هاپر زوریخ، پالمیراس، پورتو، استراسبورگ، براگا، ماریتیمو و بوتافوگو سابقهٔ حضور دارد.